# Seamus Casey
Seamus Casey, född 8 januari 2004, är en amerikansk professionell ishockeyback som spelar för New Jersey Devils i National Hockey League (NHL).
Han har tidigare spelat för Michigan Wolverines i National Collegiate Athletic Association (NCAA) och Team USA i United States Hockey League (USHL).
Casey draftades av New Jersey Devils i andra rundan i 2022 års draft som 46:e spelare totalt.

## Statistik
| 2017–2018   | Detroit Compuware U13  | HPHL        | 16 | 7  | 8  | 15 | 0  | — | — | — | — | — |
| 2018–2019   | Detroit Compuware U14  | HPHL        | 17 | 15 | 7  | 22 | 0  | — | — | — | — | — |
| 2019–2020   | Florida Alliance U16   | NAPHL       | 15 | 11 | 18 | 29 | 4  | 5 | 1 | 4 | 5 | 0 |
| 2020–2021   | Team USA               | USHL        | 30 | 2  | 18 | 20 | 8  | — | — | — | — | — |
|             | U.S. National U17 Team |             | 46 | 8  | 28 | 36 | 16 | — | — | — | — | — |
| 2021–2022   | Team USA               | USHL        | 17 | 3  | 10 | 13 | 2  | — | — | — | — | — |
|             | U.S. National U18 Team |             | 48 | 10 | 23 | 33 | 14 | — | — | — | — | — |
| 2022–2023   | Michigan Wolverines    | NCAA        | 37 | 8  | 21 | 29 | 9  | — | — | — | — | — |
| 2023–2024   | Michigan Wolverines    | NCAA        | 40 | 7  | 38 | 45 | 14 | — | — | — | — | — |
| 2024–2025   | New Jersey Devils      | NHL         | 1  | 0  | 0  | 0  | 0  | — | — | — | — | — |
| NHL totalt  | NHL totalt             | NHL totalt  | 1  | 0  | 0  | 0  | 0  | — | — | — | — | — |
| NCAA totalt | NCAA totalt            | NCAA totalt | 77 | 15 | 59 | 74 | 23 | — | — | — | — | — |
| USHL totalt | USHL totalt            | USHL totalt | 47 | 5  | 28 | 33 | 10 | — | — | — | — | — |

### Internationellt
| Källa: Uppdaterad: 2024-10-04 | Källa: Uppdaterad: 2024-10-04 | Källa: Uppdaterad: 2024-10-04 |         | Utv = Utvisningsminuter | Utv = Utvisningsminuter | Utv = Utvisningsminuter | Utv = Utvisningsminuter | Utv = Utvisningsminuter |
| År                            | Lag                           | Mästerskap                    | Matcher | Mål                     | Assists                 | Poäng                   | Utv                     |                         |
| ----------------------------- | ----------------------------- | ----------------------------- | ------- | ----------------------- | ----------------------- | ----------------------- | ----------------------- | ----------------------- |
| 2020                          | USA                           | Ungdoms-OS                    | 4       | 0                       | 0                       | 0                       | 2                       |                         |
| 2022                          | USA                           | U18-VM                        | 6       | 3                       | 3                       | 6                       | 2                       |                         |
| 2024                          | USA                           | JVM                           | 6       | 0                       | 6                       | 6                       | 2                       |                         |
| Junior totalt                 | Junior totalt                 | Junior totalt                 | 16      | 3                       | 9                       | 12                      | 6                       |                         |